# Anochetus risii
Anochetus risii (лат.) — вид муравьёв рода Anochetus из подсемейства Ponerinae (Formicidae). Вьетнам, Индонезия, Китай.

## Описание
Длина тела от 5,12 до 5,34 мм, длина головы (HL) от 1,67 до 1,69 мм, ширина головы (HW) от 1,44 до 1,46 мм. От близких видов отличается 5–8 зубчиками на жевательном крае жвал, скапусом с обильным опушением; мезонотум без переднего поперечного киля, гладкими пронотумом и метаплевроном. Основная окраска буровато-чёрная. Мандибулы прямые, прикрепляются у середины переднего края головы, капкановидно открываются на 180 градусов, равны половине длины головы и несут несколько мелких зубчиков на жевательном крае и 2 вершинных длинных зубца. Усики 12-члениковые у рабочих и самок и 13-члениковые у самцов. Нижнечелюстные щупики состоят из 4 сегментов. Стебелёк состоит из одного членика петиоля. Жало развито. 
Вид был впервые описан в 1900 году, а его видовой статус подтверждён в ходе ревизии, проведённой в 2019 году группой китайских мирмекологов (Zhilin Chen, Zhigang Yang, Shanyi Zhou).